# Für immer gezeichnet
Für immer gezeichnet (russisch Знак не сотрется. Судьбы остарбайтеров в письмах, воспоминаниях и устных рассказах / Snak ne sotretsja. Sudby ostarbaiterow w pismach, wospominanijach i ustnych rasskasach, wiss. Transliteration Znak ne sotretsja. Sud'by ostarbajterov v pis'mach, vospominanijach i ustnych rasskazach; „Das Zeichen lässt sich nicht auslöschen.“ Die Schicksale der Ostarbeiter in Briefen, Erinnerungen und mündlichen Überlieferungen) ist ein Buch der russischen Menschenrechtsorganisation Memorial, das auf Briefen und Erinnerungen ehemaliger „Ostarbeiter“ beruht und viele Dokumente sowie Fotos zeigt.

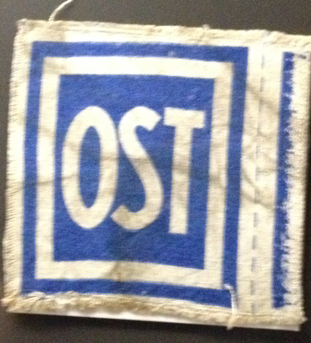
Aufnäher zur Kennzeichnung von „Ostarbeitern“

## Inhalt
Das Buch handelt vom Schicksal der Millionen Menschen, die sich unter deutscher Besatzung befanden und die zur Zwangsarbeit ins Dritte Reich geschickt wurden und mit beschnittenen Rechten und einem Verbot ihrer eigenen Geschichte in die UdSSR zurückkehrten.

Der deutsche Historiker Ulrich Herbert merkt zur Zahl der sowjetischen Kriegsgefangenen im Arbeitseinsatz in seinem der deutschen Ausgabe vorangestellten Essay an: 

„Die Zahl der sowjetischen Kriegsgefangenen im Arbeitseinsatz war vor allem deswegen so vergleichsweise niedrig, weil von den etwa 5,7 Mio. während des Krieges in deutsche Hand gefallenen sowjetischen Kriegsgefangenen mehr als die Hälfte umgekommen war – vor allem an Unterernährung und an Seuchen.“

Das russische Original wurde von Aljona Koslowa, Nikolaj Michailow, Irina Ostrowskaja, Irina Schtscherbakowa herausgegeben und auch ins Deutsche übersetzt, wobei in der von Christina Links und Ganna-Maria Braungardt übersetzten Ausgabe unter „Texte und Auswahl der Dokumente“ auch der verstorbene Arseni Roginski genannt wird, der auch das Vorwort zur russischen Ausgabe mitverfasst hat.
Die Autoren und Helden des Buches sind Bewohner der von Nazideutschland und seinen Verbündeten besetzten Gebiete der UdSSR. Die Sammlung erzählt von ihrem Leben vor dem Krieg (Kindheit), von Besatzung und Gefangenschaft, von der Arbeit in Deutschland oder in den Satellitenländern, von der Repatriierung in die UdSSR und in einigen Fällen von den Repressalien der sowjetischen Strafverfolgungsbehörden.
Es basiert auf Interviews, Briefen, Erinnerungen und Fotos in den Archiven von Memorial, und beschreibt ihre Erfahrungen in der Gefangenschaft und das, was sie nach ihrer Rückkehr in ihr Heimatland ertragen mussten.
Die Rolle und der Platz der „Ostarbeiter“ wurden in der gängigen Erinnerung an den Krieg in keiner Weise herausgestellt: sie galten weder als Opfer noch als Teilnehmer, geschweige denn als Veteranen. Die Jahre, die sie in Deutschland verbracht hatten, wurden weder im wörtlichen Sinne als Dienstjahre noch im übertragenen Sinne als Teil des gemeinsamen und leidvollen Kriegsschicksals des Landes gezählt. Am Tag des Sieges, der eigentlich ein Tag des Gedenkens an die Befreiung sein sollte, fühlten sie sich überflüssig: Bei den feierlichen Demonstrationen, zu denen die Veteranen mit ihren Kindern und Enkeln, mit ihren Orden und Medaillen aufmarschierten, war kein Platz für sie.